# Владимир Габулов
Владимир Габулов е руски бивш футболист от осетински произход, вратар. Има 10 мача за руския национален отбор. Играл е и в Алания, Динамо Москва, ЦСКА Москва, Амкар, Кубан, Анжи. Брат му Георгий е също футболист.
От 2019 г. е президент на Алания Владикавказ.

## Кариера
Започва кариерата си във ФК Моздок, където бързо се налага. През 2001 Валерий Газаев го взима в Динамо. Владимир изиграва половин сезон в състава на „синьо-белите“, а след напускането на Газаев отива в Алания. През 2003 отново Газаев взима Габулов – този път в ЦСКА Москва. Там той е трети вратар, поради наличието на Игор Акинфеев и Вениамин Мадрикин. Чак през 2006 осетинът получава своят шанс и изиграва 3 срещи, в 2 от тях влиза като резерва. През февруари 2007 подпидсва с Кубан. Тогава поради травмата на Акинфеев той изиграва 5 мача за Русия, в които се справя на ниво. В началото на 2008 отива в Амкар под наем за половин година. На 30 май 2008 Владимир се връща в Динамо Москва. До 2010 е титуляр, но е изместен от Антон Шунин. Габулов престава да бъде викан и в националния отбор. През 2011 преминава в Анжи. Появяват се слухове, че той може да се върне в ЦСКА под наем, за да замести отново контузеният Игор Акинфеев. Скоро това става и Габулов застава под рамката на вратата, като е предпочетен за титуляр пред Сергей Чепчугов. Габулов пази в 6 мача от Шампионската лига за ЦСКА, като допуска 8 гола в тях. На 7 декември 2011 обявява, че мачът с Интер ще е последният му за ЦСКА Москва и от 2012 ще играе за Анжи. Утвърждава се като титулярен вратар на Анжи и си връща мястото в националния отбор, за който изиграва няколко срещи. Помага на отбора да достигне третото място в първенството и финал за купата на страната през 2012/13. На 29 август 2013 за трети път става част от Динамо Москва.
През 2017 г. играе за Арсенал (Тула), а в началото на 2018 г. изненадващо става част от белгийския Клуб Брюж.